# Articulación tibiofibular inferior
La articulación tibiofibular distal (sindesmosis tibiofibular) está formada por la superficie áspera y convexa del lado medial del extremo distal del peroné, y una superficie áspera y cóncava en el lado lateral de la tibia.
Por debajo, en una extensión de unos 4 mm, estas superficies son lisas y están cubiertas de cartílago, que es continuo con el de la articulación del tobillo.
Los ligamentos son:
- Ligamento anterior del maléolo lateral
- Ligamento posterior del maléolo lateral
- Membrana interósea de la pierna

El ligamento transversal inferior de la sindesmosis tibiofibular está incluido en las versiones más antiguas de Anatomía de Gray, pero no en Terminologia Anatomica. Sin embargo, todavía aparece en algunos libros de texto de anatomía.
No debe confundirse con la articulación tibiofibular superior, que es la única sinovial tibiofibular, y que a veces se denomina simplemente "articulación tibiofibular".